# Das Spiel ist aus (film 1922)
Das Spiel ist aus è un film muto del 1922 diretto da Hans-Otto Löwenstein.

## Produzione
Il film fu prodotto dalla Ave-Film.

## Distribuzione
Il film venne presentato a Vienna il 23 giugno 1922.